# Christoph Moufang
Christophe Moufang, né le 17 février 1817 à Mayence et mort dans la même ville le 27 février 1890, est un prélat allemand de l’Église catholique et administrateur diocésain de Mayence de 1877 à 1886.

## Biographie
Moufang, après avoir fait ses études dans sa ville natale, étudiait la médecine à Bonn en 1834, lorsqu'il se décida à entrer au grand séminaire de Mayence. Prêtre en 1839, professeur au collège, il collabora avec beaucoup de talent au Catholique de: 'Der Katholik, la première feuille catholique publiée en Allemagne.
En 1851, lorsque Mgr von Ketteler monta sur le siège de saint Boniface, il confia à Moufang la direction du grand séminaire. Chanoine en 1854, député au Landtag de Hesse à partir de 1863, il fut en 1868 appelé à Rome pour les travaux préparatoires du Concile. En 1875, il entrait au Reichstag allemand et en fit partie jusqu'au jour où il sentit les atteintes du mal qui devait l'emporter: il mourut en 1890.
Après la mort de Mgr von Ketteler le 13 juillet 1877, le chapitre de Mayence l'élit au siège épiscopal. Mais le gouvernement du grand-duc de Hesse refusa de confirmer ce choix, et il resta administrateur diocésain jusqu'au 10 juin 1886 et la nomination de Mgr Paul Leopold Haffner comme évêque du diocèse.
Moufang était surtout un orateur plein de doctrine, de bonne humeur et de mouvement. En dehors de sa collaboration au Catholique, ou lui doit un recueil fort intéressant sur le rôle de la Compagnie de Jésus en Allemagne. Ses travaux historiques sur les catéchismes lui ont fait une juste réputation d'érudit. Mais Moufang était également un homme de combat: il faisait autorité dans les questions politico-économiques et l'un des premiers s'occupa, en Allemagne, de la question sociale. C'était, un lutteur qui ne ménagea point ses forces au service de Église et de la société.